# Мадурский пролив
Маду́рский пролив (индон. Selat Madura), реже пролив Маду́ра — пролив в акватории Малайского архипелага между индонезийскими островами Ява и Мадура. Относится к акватории Яванского моря.
На яванском берегу пролива находится Сурабая — второй по численности населения город и второй по значимости порт Индонезии. В 2009 году через пролив был построен мост Сурамаду.
В некоторых западных и старых индонезийских источниках пролив фигурирует как Сурабайский (англ. Surabaya Strait, индон. Selat Surabaya), однако это название не принято в официальной картографии.

## Географическое положение
Пролив отделяет остров Мадура от более крупного острова Ява, находящегося от него к юго-западу. Оба острова относятся к Малайскому архипелагу и находятся в его юго-западной части. Относится к акватории Яванского моря Тихого океана — в него ведут оба выхода пролива — северо-западный и юго-восточный. Минимальная ширина пролива составляет около 3 км, максимальная глубина — 82 м. В восточной части пролива имеется небольшое количество мелких островов и коралловых рифов.
Примечательный рассказ о происхождении Мадурского пролива содержится в яванской исторической поэме Нагаракертагама, датируемой 1365 годом. По сведениям автора поэмы, пролив между Явой и Мадурой, которые изначально якобы были единым островом, образовался в 202 году в результате мощного землетрясения. Какого-либо научного подтверждения эта версия не имеет.
В административном плане как яванское побережье пролива, так и остров Мадура относится к индонезийской провинции Восточная Ява. Оба побережья принадлежат к числу наиболее густонаселённых районов Индонезии. На яванском находится Сурабая — второй по численности населения и социально-экономическому значению город и второй по объёмам оборота порт страны, который вместе с пригородами образует многомиллионную агломерацию. На мадурском — несколько небольших городков и множество населённых пунктов сельского типа.

## Природные условия
Природные условия пролива в целом сходны с природными условиями прилегающих акваторий Яванского моря. Температура воды здесь составляет около 28 °C и практически не подвержена сезонным колебаниями. Солёность же воды достаточно заметно колеблется в зависимости от направления муссонных ветров: в период северо-западных муссонов (январь — март) этот показатель составляет около 32 ‰, тогда как в период юго-восточных (июль — сентябрь) достигает 34 ‰. В течение всего года солёность у яванского берега несколько ниже, чем у мадурского: опреснение происходит за счёт впадения с этой стороны в пролив нескольких рек, наиболее полноводной из которых является Брантас. Наносами этих рек также объясняется большое количество илистых отложений на дне пролива. Для движения водных масс характерно сочетание сезонных муссонных течений с приливными течениями, имеющими полусуточную амплитуду и максимальная скорость около 2,8 км/ч.
Ихтиофауна пролива достаточно разнообразна. В его водах зафиксировано присутствие 78 биологических видов, 26 из которых относятся к числу промысловых рыб и морепродуктов. Серьёзный ущерб местной экосистеме наносят обильные промышленные сбросы предприятий, расположенных на яванском берегу — главным образом, в Сурабае и её пригородах, а также по течению реки Брантас. Некоторому оздоровлению экологической обстановки способствует программа очистительных мероприятий, осуществляемая властями провинции Восточная Ява.

## Экономическое и транспортное значение
С учётом плотной заселённости и высокой степени хозяйственной освоенности прилегающих к проливу территорий, его экономическое и транспортное значение является весьма большим. Его акватория исторически служит зоной активного рыболовства. На мадурском берегу с середины XIX века ведется масштабная добыча соли. С 2001 года на шельфе пролива индонезийскими и зарубежными сырьевыми компаниями осуществляется разработка нефте-газового месторождения Ойонг.
Судоходство весьма активно, однако его возможности ограничены сравнительно небольшими глубинами пролива. Высокой интенсивностью отличается паромная переправа, яванский терминал которой находится в сурабайском портовом районе Уджу́нг (индон. Ujung), а мадурский в населённом пункте Кама́л (индон. Kamal). Основной пассажирооборот обеспечивают десятки тысяч мадурцев, ежедневно приезжающие на работу в Сурабаю и её пригороды.
В июне 2009 года был введён в эксплуатацию мост Сурамаду, соединивший берега пролива, строившийся в течение пяти лет. Имея протяжённость 5438 м, он стал самым длинным мостом в Индонезии. Для сохранения прежних возможностей судоходства вдоль пролива высота центрального свода Сурамаду была доведена до 35 м.
Открытие моста значительно сократило время транспортного сообщения между Мадурой и Явой и расширило возможности пассажиро- и грузоперевозок. Была заметно снижена нагрузка на паромную и судоходную переправу, однако в силу высоких тарифов на проезд по мосту эти переправы по-прежнему сохраняют свою востребованность.
Поскольку Сурабая является одной из двух главных баз ВМС Индонезии, пролив регулярно используется для военно-морских нужд: здесь проходят военные корабли, проводятся учения и другие военные мероприятия. 12 октября 2008 года в рамках военно-морского шоу в честь 63-й годовщины создания вооружённых сил Индонезии сто бойцов спецподразделения индонезийских ВМС совершили заплыв в проливе Мадура, стартовав с корабля, стоявшего примерно в километре от яванского берега и финишировав у причальной стенки военного порта Сурабаи.